# Gwałciciele
Gwałciciele (tytuł oryginalny: Përdhunuesit) – albański film fabularny z roku 1994 w reżyserii Spartaka Pecaniego.

## Opis fabuły
Nikt nie wie, kto jest prawdziwym ojcem dziecka. Matka nie chce pamiętać sytuacji, w której została zgwałcona przez swojego kolegę i sąsiada. Gwałciciel należał do grupy motocyklistów, którzy uciekli po tamtym zdarzeniu. Przyjaciel rodziny odkrywa prawdę, kto był gwałcicielem.
Film realizowano w Tiranie.

## Obsada
- Timo Flloko jako Luan
- Eva Lössl jako Ana
- Ndriçim Xhepa jako Toni
- Monika Lubonja jako Vjollca
- Kastriot Çaushi
- Sheri Mita jako funkcjonariusz Sigurimi
- Egyst Islami